# 長谷川潔 (英語学者)
長谷川 潔（はせがわ きよし、1927年5月14日 - ）は、日本の英語学者。

## 略歴
神奈川県横浜市出身。立教大学卒。バルパライソ大学卒、カリフォルニア州立大学大学院修士課程修了。お茶の水女子大学助教授、横浜国立大学教育学部教授。93年定年退官、関東学院大学教授を務めた。日本丸名誉船長。

## 著書
- 『英作文の指導法』大修館書店 1969
- 『高英ゼミ 語法の盲点征服 』旺文社　1971（昭和46年）
- 『日本語と英語 その発想と表現』サイマル出版会 1974
- 『英語がわかる秘訣 海外放送の聞き方』国際コミュニケーションズ 1975
- 『日本語からみた英語 その類似と異質』サイマル出版会 1976
- 『英作文の指導法』大修館書店 1979
- 『新研究 英作文』（旺文社）1979年
- 『放送による英語の聞き方学び方 FEN・テレビ2か国語放送・VOA・BBC・ABCなど』ジャパンタイムズ 1983
- 『英語は聴くだけでモノにできる』ごま書房 (ゴマセレクト)1985
- 『英語上達コース 会話・手紙・日記』1986 岩波ジュニア新書
- 『This is a penの英語術 よりやさしく的確に表現する技術』ごま書房 (ゴマセレクト)1986
- 『忙しい人のための耳よりな英語術 聞くことが、上達のいちばんの近道』ごま書房 (フロムフォーティズ) 1992
- 『やさしい英会話』三笠書房 (知的生きかた文庫)1994
- 『英語上達のカンどころ 十年間ムダをしたと後悔している人のために』ごま書房 (ゴマブックス)1996
- 『「超」英語勉強術 インターネット時代の読解力強化法』ごま書房 (ゴマブックス)1996
- 『再入門の英語』1996 講談社現代新書
- 『私の英語開眼 「英語らしさ」をどう身につけるか』大修館書店 1996
- 『通勤電車でモノにする<朝から晩まで>の英会話』三笠書房(知的生きかた文庫) 1998
- 『「単語」で通じる英会話』成美堂出版(成美文庫)2000

### 共編著
- 『クリエイティヴライティング』住野喜正共著 研究社出版 (実務英語入門シリーズ 1964
- 『日本人の英語 横文字文化の盲点』堀内克明共著 1969 (三省堂新書)
- 『英語ニュースの聞き方と発音練習』関根応之共編著 南雲堂 1969
- 『ニューヴィスタ英会話シリーズ 発想別』編著 三省堂 1971
- 『放送英語』関根応之共著 朝日出版社 (朝日実務英語シリーズ)1973
- 『英語らしい英語の書き方』木塚晴夫共著 ジャパンタイムズ 1977
- 『英語に強くなる口語表現』木塚晴夫共著 ジャパンタイムズ 1978
- 『英語教材のいずみ 詩・歌・ドラマ・笑い話ほか』速川和男、野村陽子共著 中教出版 (英語教育シリーズ 1981
- 『放送英語の利用法』住友公一共編 大修館書店 (英語指導法叢書)1986
- 『旺文社和英中辞典』堀内克明,桃沢力,山村三郎共編 旺文社 1986
- 『プロシード英和辞典』島岡丘,小池生夫,竹蓋幸生共編 福武書店 1988
- 『プロシード和英辞典』アラン・ターニー,橋本光郎共編 福武書店 1988
- 『世界がみつめる日本』長谷川潔 [ほか]編著 成美堂 1993
- 『英語らしい英語の書き方』木塚晴夫共著 ジャパンタイムズ 1994
- 『ニュース英語の表現演習』Leonard P.Sanders 共編著 成美堂 1994
- 『ニュープロシード英和辞典 2色版』島岡丘,小池生夫,竹蓋幸生共編 ベネッセコーポレーション 1994
- 『ニュープロシード和英辞典』アラン・ターニー, 橋本光郎共編 ベネッセコーポレーション 1996
- 『世界にはばたく日本とアジア』秋山高二, Leonard P.Sanders 共編著 成美堂 1997
- 『旺文社和英中辞典』山村三郎,堀内克明共編 旺文社 1998
- 『最新アジア事情』秋山高二, Leonard P.Sanders 共編著 成美堂 1999

### 訳注
- 『ケネディ大統領演説集 英和対訳』訳注 南雲堂 2007